# Lepturges funereus
Lepturges funereus là một loài bọ cánh cứng trong họ Cerambycidae.